# 馬丁娜·祖布契奇
馬丁娜·祖布契奇（Martina Zubčić，1989年6月3日—）出生於克羅埃西亞首都札格拉布。身高173公分，體重55公斤。克羅埃西亞跆拳道運動員。
祖布契奇在2008年北京奧運會擊敗中華台北選手蘇麗文，獲得女子57公斤級銅牌。

## 外部連結
- 第29屆奧林匹克運動會運動員資料